# Municipio de Pembroke (Illinois)
El municipio de Pembroke (en inglés: Pembroke Township) es un municipio ubicado en el condado de Kankakee en el estado estadounidense de Illinois. En el año 2010 tenía una población de 2140 habitantes y una densidad poblacional de 15,76 personas por km².

## Geografía
El municipio de Pembroke se encuentra ubicado en las coordenadas 41°3′54″N 87°35′30″O / 41.06500, -87.59167. Según la Oficina del Censo de los Estados Unidos, el municipio tiene una superficie total de 135.77 km², de la cual 135,77 km² corresponden a tierra firme y (0 %) 0 km² es agua.

## Demografía
Según el censo de 2010, había 2140 personas residiendo en el municipio de Pembroke. La densidad de población era de 15,76 hab./km². De los 2140 habitantes, el municipio de Pembroke estaba compuesto por el 8,93 % blancos, el 86,82 % eran afroamericanos, el 0,23 % eran amerindios, el 0,42 % eran asiáticos, el 1,17 % eran de otras razas y el 2,43 % eran de una mezcla de razas. Del total de la población el 2,85 % eran hispanos o latinos de cualquier raza.